# Hibiscus deflersii
Hibiscus deflersii är en malvaväxtart som beskrevs av Georg August Schweinfurth och Georg Cufodontis. Hibiscus deflersii ingår i Hibiskussläktet som ingår i familjen malvaväxter. Inga underarter finns listade i Catalogue of Life.